# Fortín Lavalle
Fortín Lavalle es una localidad argentina situada en el departamento General Güemes de la provincia del Chaco. Depende administrativamente del municipio de Villa Río Bermejito, de cuyo centro urbano dista unos 10 km. Cuenta con una importante población aborigen.
Se halla cerca de la confluencia de los ríos Teuco y Bermejito, y es atravesada por el río Guaycurú.

## Obra hídricas
Cerca de Fortín Lavalle se halla un mecanismo de desvío de los excedentes del río Bermejito, los cuales desaguan sobre el río Guaycurú.

## Vías de comunicación
La principal vía de comunicación es la ruta nacional 95, que la comunica al sudoeste con Juan José Castelli y la provincia de Santa Fe, y al nordeste con Puerto Lavalle y la provincia de Formosa. Otra vía importante es la ruta provincial 3, que la vincula al noroeste con Villa Río Bermejito y la provincia de Salta, y al sudeste con Pampa del Indio y la Ruta Nacional 11.

## Población
Cuenta con 687 habitantes (Indec, 2010), lo que representa un incremento del 148 % frente a los 277 habitantes (Indec, 2001) del censo anterior.
| Gráfica de evolución demográfica de Fortín Lavalle entre 1991 y 2010 |
|                                                                      |
| Fuente: Censos nacionales del INDEC                                  |

## Lugareños ilustres
- Gustavo Roldán, escritor.